# The Valentines
The Valentines byla západoaustralská pop rocková hudební skupina, která vznikla v roce 1966 v Perthu sloučením dvou tamějších kapel The Spektors a The Winstons. Za svou šestiletou kariéru vydala skupina několik singlů a jedno EP s názvem My Old Man's a Groovy Old Man z roku 1969. Kapela je známá především díky svým frontmanům Bonu Scottovi, který se později proslavil jako člen skupin Fraternity a AC/DC, a Vinci Lovegroveovi, který poté spolupracoval se skupinou Divinyls. Kapela se rozpadla v roce 1970 kvůli neshodám ve stylu, kterým by se měla skupina ubírat.

## Členové kapely
- Bon Scott – zpěv
- Vince Lovegrove – zpěv
- Wyn Milson – kytara
- Ted Ward – kytara (1967–69), basová kytara (1969–70)
- Bruce Abbott – basová kytara (1967–68)
- John Cooksey – basová kytara (1968–69)
- Graeme Greening – basová kytara (jen jedno vystoupení 1969)
- Warwick Findlay – bicí (1967–68)
- Doug Lavery – bicí (1968–69)
- Paddy Beach – bicí (1969–70)